# Pitcher (Nowy Jork)
Pitcher – miasto w Stanach Zjednoczonych, w stanie Nowy Jork, w hrabstwie Chenango.